# Cuadro (teatro)
Un cuadro es cada una de las partes en las que puede dividirse una representación teatral, es decir, termina cuando cambia la escenografía. Es cuando se cambia de escenas

En la comedia del Siglo de Oro, donde era llamado con frecuencia «escena», su significado es el de la palabra «scene» en inglés: «una acción escénica interrumpida que tiene lugar en un espacio y tiempo determinados» (Ruano y Allen, p. 292). El final de un cuadro ocurre cuando el tablado del teatro queda momentáneamente vacío, y siempre indica una interrupción temporal y/o espacial en el curso de la acción. Esta interrupción va acompañada de un cambio de adornos o decorados escénicos, aunque esto último no es siempre necesario.
En un sentido más amplio, un cuadro es la representación de un episodio breve o un diálogo.ejemplos